# Plantago patagonica
Plantago patagonica là một loài thực vật có hoa trong họ Mã đề. Loài này được Jacq. miêu tả khoa học đầu tiên năm 1786.

## Hình ảnh

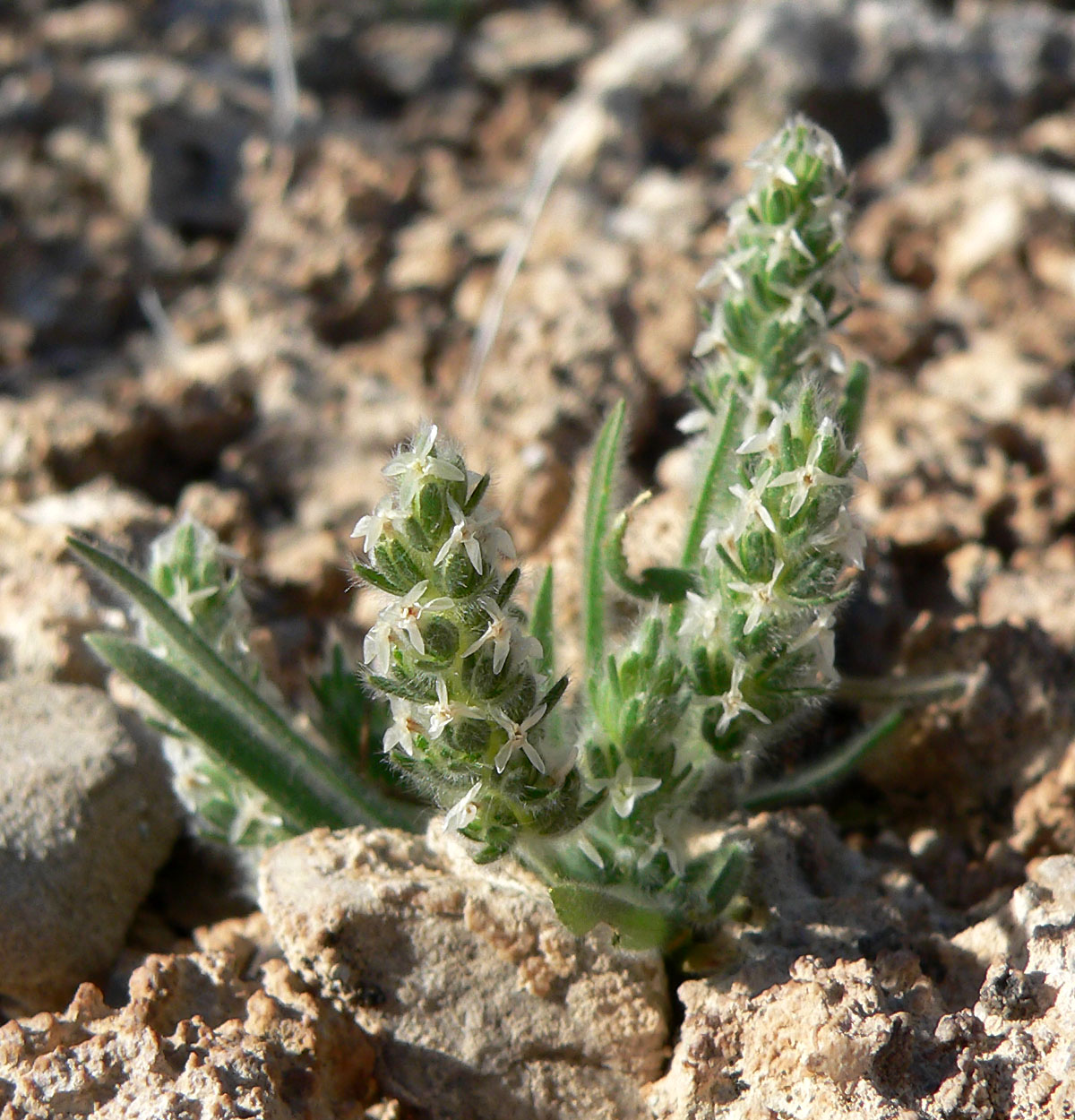
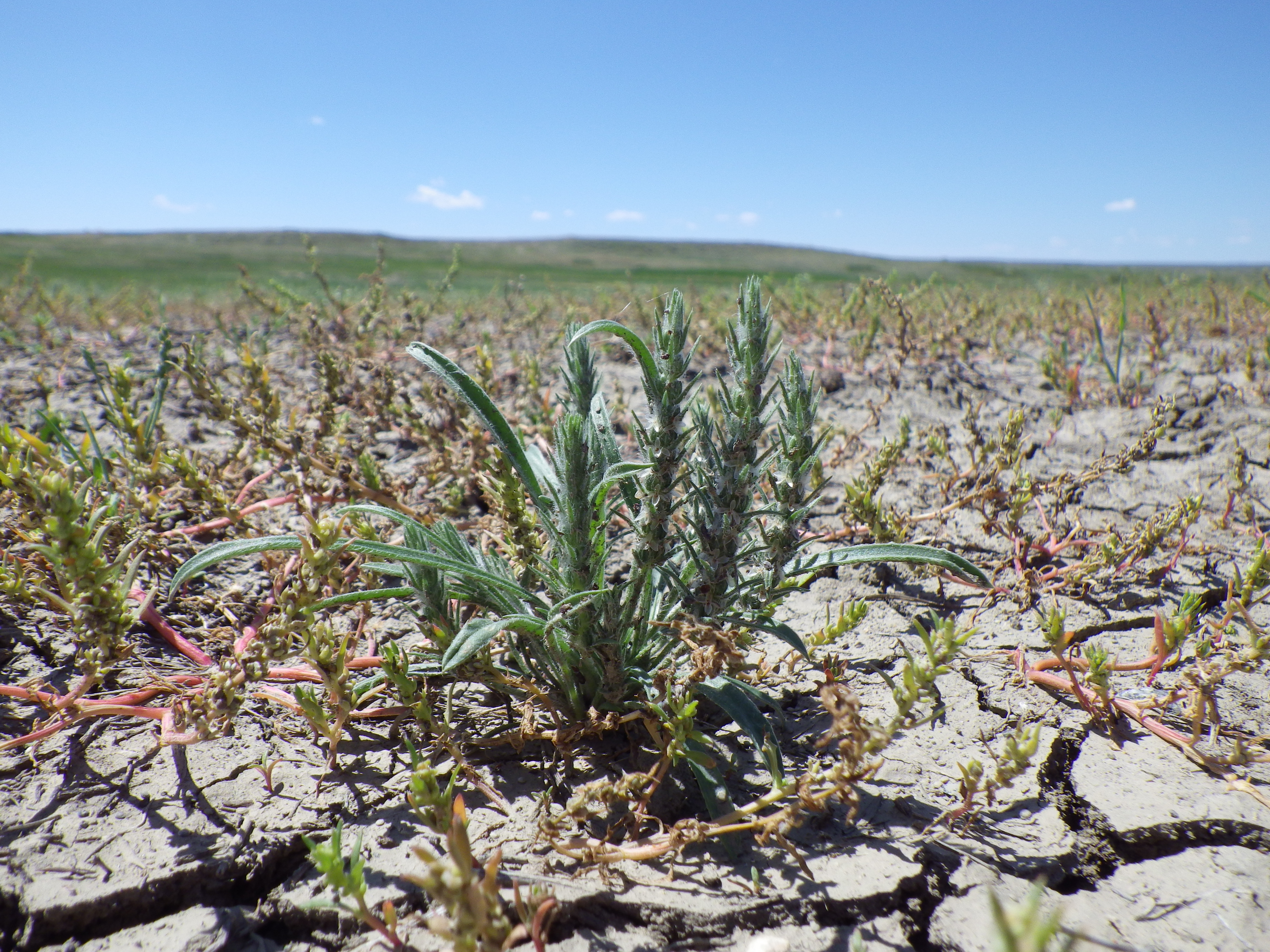
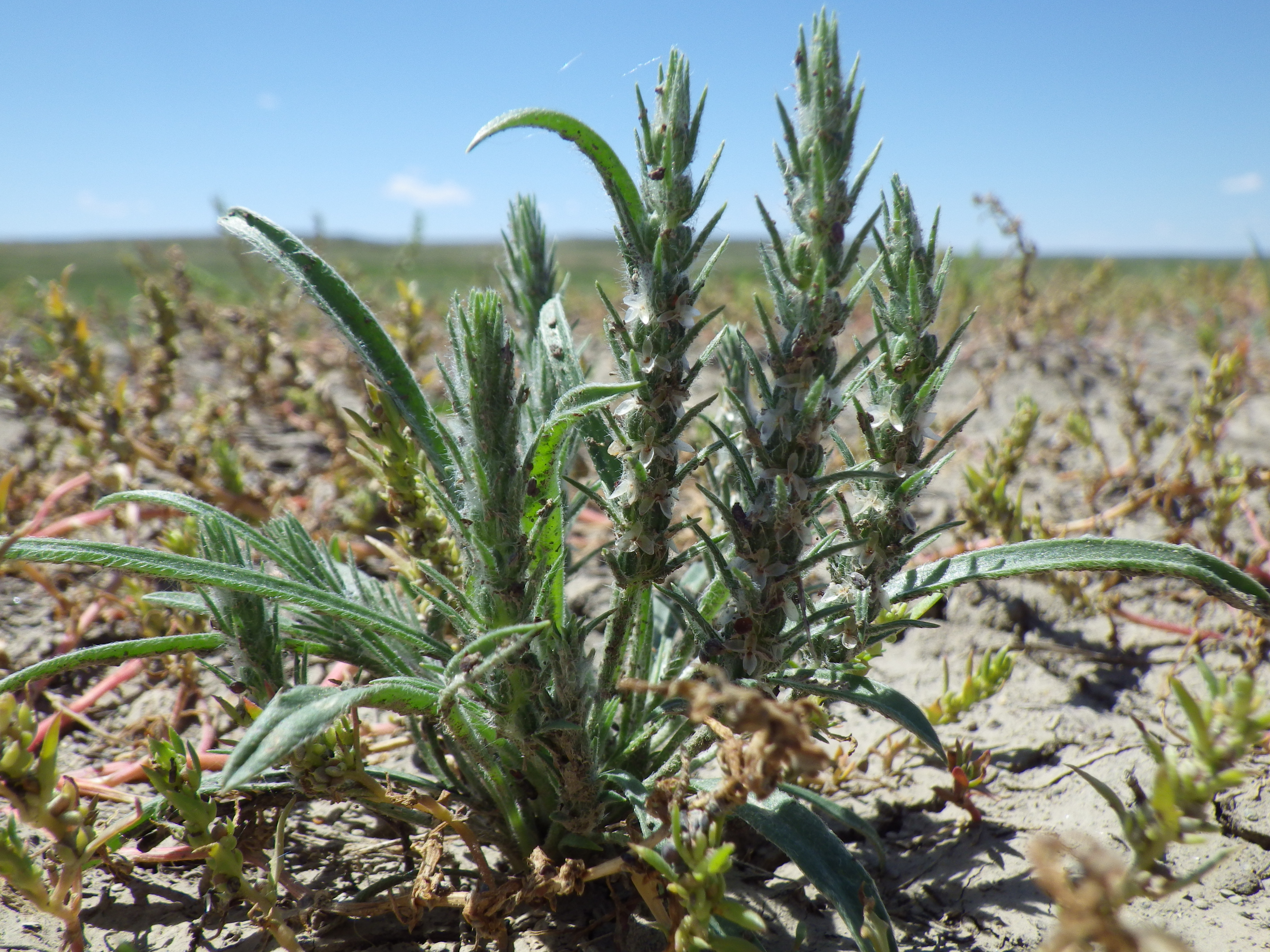
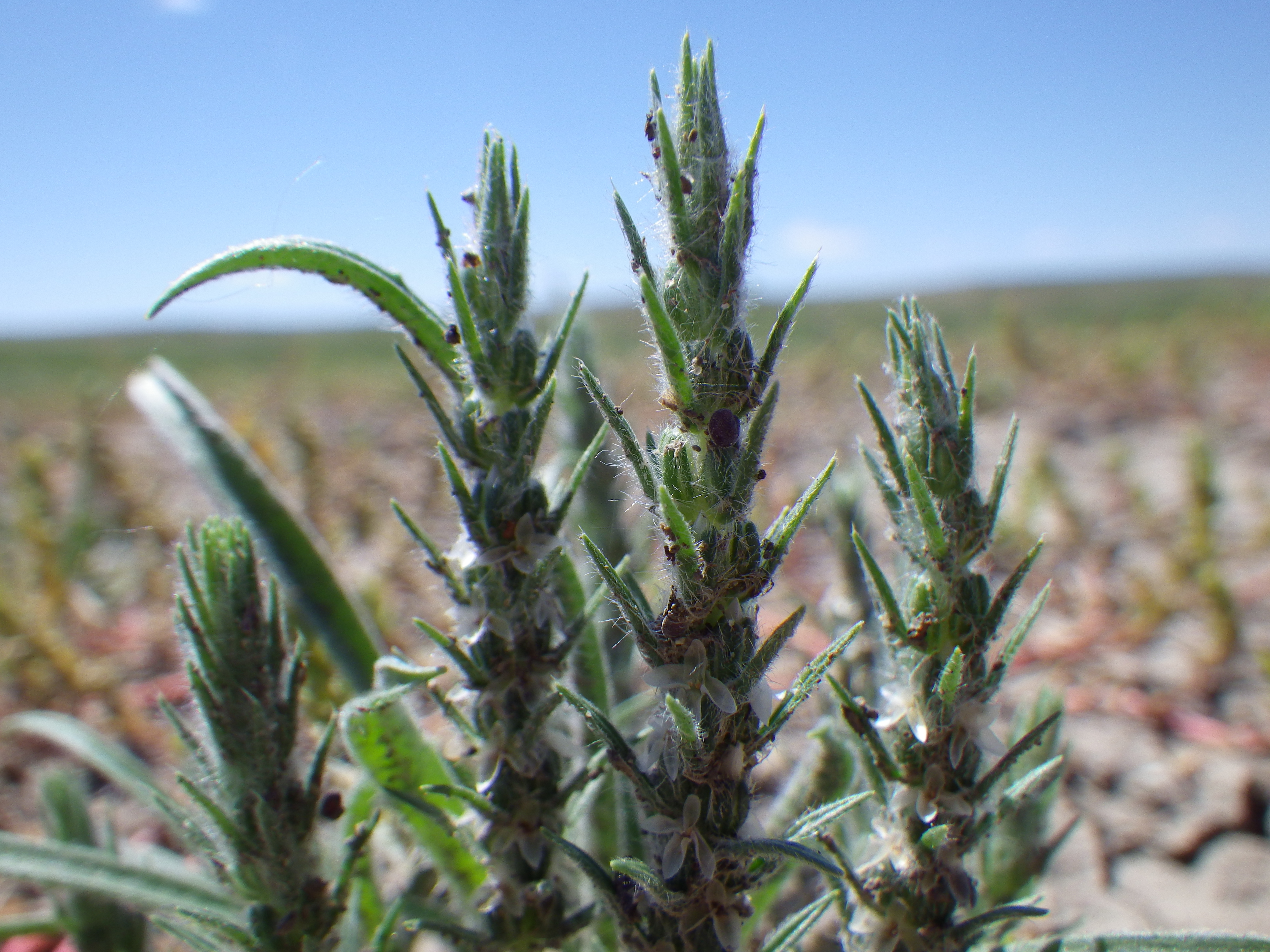